# Estação République (Metro de Rennes)
République é uma estação da linha única do Metro de Rennes . O projetista arquiteto da estação foram Pierre et Pascal Prunet.